# 沒有人知道的大冒險
《沒有人知道的大冒險》是單人解謎冒險遊戲，由中國獨立遊戲製作人謝創開發，並於2017年3月10日在Steam平台發行。該遊戲為《奇怪的大冒險》、《正常的大冒險》和《比較簡單的大冒險》的續作，但有別於前三款《大冒險》作品為帶有惡搞元素的橫向捲軸手機遊戲，該遊戲為在電腦平台發售的視覺小說冒險遊戲，並融入黑色幽默和存在主義的哲學觀。

## 玩法
遊戲性質屬於視覺小說，總時長約一小時，以劇情敘事為主，部分場景需以滑鼠或鍵盤和畫面上的物件進行簡單的交互來推進劇情。
遊戲由四個章節組成，分別以四位虛構人物為主角：有夢想的大學生阿强、夢想能改變世界的電腦工程師阿杰、辭職獨自壯遊的文藝青年阿清、山寨游戏开发者阿民，講述主角各自的故事。四位主角的故事原型皆為遊戲製作人謝創，劇情結合個人的生活經驗與人生觀。
劇情中呈現了許多存在主義的哲學觀，例如遊戲中出現卡缪的照片、尼采的「上帝已死」場景、引用海子《遠方》一詩等；以及在每個章節的最後，玩家都會操作抽象化的薛西弗斯，將石頭向上推而又滾落倒地。作者稱，遊戲想要傳達的宗旨是「即便生活处处充满荒谬，但我们仍然不能放弃抵抗，要积极寻找人生的意义。」

## 開發
謝創（1990年11月－），湖北黃岡人，畢業於华中科技大学。謝創曾開發多款手機應用程式，其中最知名的為受貓利歐啟發，帶有惡搞和無厘頭元素的《大冒險》系列解謎遊戲。
2016年，謝創開始開發《沒有人知道的大冒險》。該遊戲仍然保留了《大冒險》系列的黑白簡約風格，但在遊戲類型上有所轉變。作者表示，他原先想要製作一款兼具遊戲性和敘事的遊戲，但隨著劇本的深入，最後決定參考另一款遊戲《即插即玩（Plug & Play）》的敘事方式，將遊戲性降到最低，將遊戲聚焦在要傳達的故事上。
為了加深遊戲敘事的沉浸感，遊戲的音樂採用古典音樂，旁白則以粵語配音。作者指出，之所以會選擇粵語作為旁白，是受自身喜歡看香港電影的影響，以及認為粵語較為親切、更符合遊戲想要傳達的理念。旁白的沉穩語調參考了電影《東邪西毒》中張國榮的風格。

## 評價
遊戲於2017年2月17日登上Steam青睐之光，並於3月10日正式發行，截至2023年在Steam平台上共有四千餘則評論，其中超過九成為好評。
評論普遍將該遊戲稱為「毒雞湯」，讚賞遊戲對人物形象的塑造到位、容易讓玩家產生帶入感與共鳴。不過，也有評論批評遊戲是在以居高臨下的態度諷刺他人。

## 外部連結
- 官方网站